# سميرة رايف
سميرة رايف (من مواليد 4 أبريل 1974 في الدار البيضاء) هي عداءة مغربية لمسافات طويلة. شاركت في سباق الماراثون في دورة الألعاب الأولمبية الصيفية لعام 2012، حيث احتلت المركز 73 بزمن قدره 2:38:31، وهي الأفضل موسميًا.

## روابط خارجية
- سميرة رايف على موقع الاتحاد الدولي لألعاب القوى (الإنجليزية)
- سميرة رايف على موقع اللجنة الأولمبية الدولية (الإنجليزية)
- سميرة رايف على موقع أوليمبيديا (الإنجليزية)